# Los Desmontes
Los Desmontes es una localidad del estado mexicano de Guanajuato. Es parte del municipio de Acámbaro.

## Demografía
| Gráfica de evolución demográfica |
|                                  |

| Censo | Población |
| ----- | --------- |
| 1900  | 416       |
| 1910  | 462       |
| 1921  | 335       |
| 1930  | 399       |
| 1940  | 417       |
| 1950  | 568       |
| 1960  | 702       |
| 1970  | 482       |
| 1980  | 667       |
| 1990  | 910       |
| 2000  | 929       |
| 2010  | 1 016     |
| 2020  | 1 121     |